# Лукасівський професор математики
Лу́касівський профе́сор матема́тики (англ. Lucasian Professor of Mathematics) — іменна професура в Кембриджському університеті.
Одна з найпрестижніших академічних посад у світі. Заснована у 1663 році преподобним Генрі Лукасом (1610—1663), англійським священиком і політиком, випускником Кембриджського університету, членом парламенту в 1640—1648 роках. Офіційно затверджена указом короля Карла II 18 січня 1664 року.
Лукас Генрі заповів Кембриджському університету свою бібліотеку (4 тис. томів книжок) і землю, що давала річний дохід у 100 фунтів, для фінансування посади професора математики.
Чинним (станом на початок 2018 року) і 19-м лукасівським професором є Майкл Кейтс, який став ним, починаючи з 1 липня 2015 року, після виходу на пенсію Майкла Гріна. Майкл Грін є заслуженим лукасівським професором математики (англ. Emeritus Lucasian Professor of Mathematics).

## Список лукасівських професорів

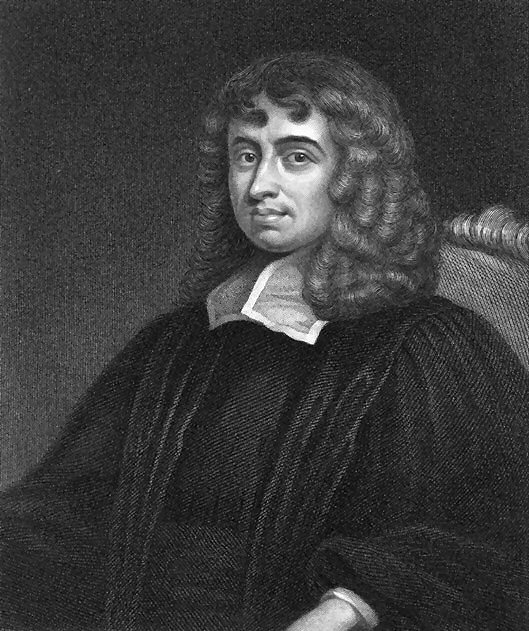
Ісаак Барроу, перший лукасівський професор

| № п/п | Рік обрання | Науковець                         | Спеціалізація                                       | Перебування на посаді (років) |
| ----- | ----------- | --------------------------------- | --------------------------------------------------- | ----------------------------- |
| 1.    | 1663        | Ісаак Барроу (1630—1677)          | Математика                                          | 6                             |
| 2.    | 1669        | Ісаак Ньютон (1642—1726)          | Математика і фізика                                 | 33                            |
| 3.    | 1702        | Вільям Вістон (1667—1752)         | Математика                                          | 9                             |
| 4.    | 1711        | Ніколас Сандерсон (1682—1739)     | Математика                                          | 28                            |
| 5.    | 1739        | Джон Колсон (1680—1760)           | Математика                                          | 21                            |
| 6.    | 1760        | Едвард Варінг (1736—1798)         | Математика                                          | 38                            |
| 7.    | 1798        | Ісаак Мілнер (1750—1820)          | Математика і хімія                                  | 22                            |
| 8.    | 1820        | Роберт Вудхауз (1773—1827)        | Математика                                          | 2                             |
| 9.    | 1822        | Томас Тертон (1780—1864)          | Математика                                          | 4                             |
| 10.   | 1826        | Джордж Бідделл Ері (1801—1892)    | Астрономія                                          | 2                             |
| 11.   | 1828        | Чарлз Беббідж (1791—1871)         | Математика і обчислювальна техніка                  | 11                            |
| 12.   | 1839        | Джошуа Кінг (1798—1857)           | Математика                                          | 10                            |
| 13.   | 1849        | Джордж Габрієль Стокс (1819—1903) | Фізика і механіка                                   | 54                            |
| 14.   | 1903        | Джозеф Лармор (1857—1942)         | Фізика                                              | 29                            |
| 15.   | 1932        | Поль Дірак (1902—1984)            | Фізика                                              | 37                            |
| 16.   | 1969        | Джеймс Лайтхілл (1924—1998)       | Механіка                                            | 10                            |
| 17.   | 1979        | Стівен Гокінг (1942—2018)         | Теоретична фізика і космологія                      | 30                            |
| 18.   | 2009        | Майкл Грін (нар.1946)             | Теоретична фізика                                   | 6                             |
| 19.   | 2015        | Майкл Кейтс (нар.1961)            | Статистична механіка м'яких конденсованих середовищ | на посаді                     |